# The Magicians (phim truyền hình Mỹ)
The Magicians là một bộ phim truyền hình kì ảo của Mỹ phát sóng trên Syfy và dựa trên cuốn tiểu thuyết cùng tên của Lev Grossman. Michael London, Janice Williams, John McNamara và Sera Gamble giữ vai trò là nhà sản xuất điều hành. Bộ phim được công chiếu vào ngày 16 tháng 12 năm 2015. 
Vào tháng 2 năm 2018, mùa thứ tư được tiếp tục thực hiện gồm 13 tập và công chiếu vào ngày 23 tháng 1 năm 2019. Vào tháng 1 năm 2019, Syfy đã tiếp tục cho mùa thứ năm.

## Tiền đề
Quentin Coldwater ghi danh vào Đại học Pháp thuật Brakebills để được huấn luyện thành một pháp sư, nơi mà cậu ấy phát hiện ra thế giới huyền bí từ những cuốn sách thời thơ ấu của cậu có thật và nó đặt ra một mối nguy hiểm cho nhân loại. Trong khi đó, cuộc sống của người bạn thờ thơ ấu của cậu, Julia bị lệch hướng khi cô bị từ chối nhập học, và cô tìm kiếm pháp thuật ở nơi khác. 

## Diễn viên và nhân vật

### Nhân vật chính
- Jason Ralph trong vai Quentin Coldwater (mùa 1-4), một sinh cao học.[3][4] Cậu ghi danh vào Đại học Pháp thuật Brakebills để được huấn luyện thành một pháp sư. Một người hâm mộ của loạt truyện Fillory and Further, cậu phát hiện ra rằng chúng vốn dựa trên sự thật và đặt ra một mối nguy hiểm cho thế giới của cậu. 
  - Ralph cũng miêu tả Quentin Coldwater từ dòng thời gian xen kẽ, cùng dòng thời gian với Penny-23. Trong dòng thời gian này, cậu ấy đảm nhận nhân vật the Beast.
- Stella Maeve trong vai Julia Wicker, người bạn thời thơ ấu của Quentin, một học viên Liên đoàn Ivy, cô không được nhận vào Brakebills, và được được chiêu mộ bởi một xã hội pháp thuật bí mật[5]
  - Maeve cũng tiết lộ chị gái của the Monster ở Nơi tận cùng của Thế giới trú ngụ trong cơ thể của Julia trong mùa 4
- Olivia Taylor Dudley trong vai Alice Quinn, một pháp sư tài năng thiên bẩm có cha mẹ là pháp sư và xuất thân từ một gia đình hờ hững[6]
- Hale Appleman trong vai Eliot Waugh, một học viên tại Brakebills và là tiền bối của Quentin, người bạn thân của anh. Anh là một kẻ nghiện rượu nặng. Anh và Margo không thể tách rời nhau. 
  - Appleman cũng tiết lộ the Monster ở Nơi tận cùng của Thế giới trú ngụ trong cơ thể của Eliot trong mùa 4
- Arjun Gupta trong vai William "Penny" Adiyodi, bạn cùng phòng của Quentin. Cậu là một pháp sư tài năng, là một nhà thần giao cách cảm và "nhà du hành", một người có thể du hành giữa các thế giới. Mặc dù có phong thái lỗ mãng, Penny vẫn trung thành với bạn bè. 
  - Gupta cũng đóng vai "Penny-23", một phiên bản dòng thời gian thay thế của Penny, người mà đến với dòng thời gian chính.
- Summer Bishil trong vai Margo Hanson, giống như Janet từ tiểu thuyết. Tên của cô được thay đổi để tránh nhầm lẫn với các tên khác bắt đầu bằng "J". Cô là bạn thân với Eliot và rất lôi cuốn.[7][8]
- Rick Worthy trong vai Henry Fogg (mùa 2–hiện tại;[9] tái diễn từ mùa 1), hiệu trưởng trưởng của Brakebills.
- Jade Tailor trong vai Kady Mitchoff-Diaz (mùa 2–hiện tại,[10] tái diễn từ mùa 1), một học viên Brakebills mạnh mẽ, nỗi loạn, cô thu hút sự chú ý của Penny trong và ngoài lớp học. Sau khi cô chạy trốn khỏi Brakebills, cô gia nhập một nhóm pháp sư do Richard dẫn đầu và kết bạn với Julia.
- Brittany Curran trong vai Fen (mùa 3–hiện tại; tái diễn từ mùa 2), vợ người Fillory của Eliot [11]
- Trevor Einhorn trong vai Josh Hoberman (mùa 3-hiện tại, tái diễn từ mùa 2; khách mời mùa 1), một cựu học viên của học viện Brakebills là một trong những thành viên của một nhóm bị mất tích

### Tái diễn
- Hannah Levien trong vai Victoria (mùa 1, 3), một nhà du hành và học viên của Brakebills là một trong ba người sống sót sau chuyến đi đến Fillory và trở thành tù nhân của the Beast.
- David Call vai Pete (mùa 1, 4), một trong những chào đón Julia vào thế giới ngầm bí mật của các phù thủy đường phố để phát triển các kỹ năng tiềm ẩn của cô. Anh trở lại trong mùa 4 và trở thành khâm sai mới của Kady.
- Michael Cassidy trong vai James (mùa 1), bạn trai của Julia [12]
- Esmé Bianco trong vai Jane Chatwin (mùa 1; khách mời mùa 3), một nhân vật trong tiểu thuyết Fillory and Further cũng xuất hiện với Quentin, hướng dẫn cậu ấy trên hành trình huyền bí của mình. Hiện tại, dưới cái tên Eliza, cô đã giúp một tay định hướng hành trình của Quentin thành pháp thuật thực sự.[6]
- Rose Liston trong vai Jane Chatwin khi còn (mùa 1; khách mời mùa 3) [13]
- Anne Dudek trong vai Pearl Sunderland (mùa 1-2), một giáo viên tại Brakebills và cố vấn của Penny
- Kacey Rohl trong vai Marina Andrieski, một trong những pháp sư đường phố chào đón Julia vào thế giới ngầm để phát triển các kỹ năng tiềm ẩn của cô. Marina đã bị trục xuất khỏi Brakebills ba tháng trước khi tốt nghiệp và sử dụng Julia để giúp cô lấy lại ký ức về những gì cô đã học được. 
  - Rohl cũng miêu tả "Marina-23", một Marina từ dòng thời gian thay thế đến dòng thời gian chính
- Charles Mesure trong vai Martin Chatwin / the Beast (mùa 1–2), anh trai của Jane và Rupert, và cựu nhà Vua Tối cao của Fillory. Sau đó, cậu nổi lên như một pháp sư bậc thầy với sáu ngón tay đã chiếm lấy Fillory và phá hủy Trái đất. Đầu cậu thường bị che khuất một cách huyền bí bởi một đàn bướm đêm.
- Mackenzie Astin trong vai Richard Corrigan (mùa 1) và Reynard the Fox (mùa 1–3). Corrigan là một pháp sư và cựu thành viên của Free Trader Beowulf. Reynard là một vị thần lừa đảo Pagan và là con trai của Persephone, người đã chiếm lấy cơ thể của Corrigan sau khi cố gắng triệu tập Persephone với cái giá là mạng sống của anh ấy.[14]
- Keegan Connor Tracy trong vai giáo sư Lipson, một giáo viên tại Brakebills chuyên chữa bệnh bằng pháp thuật. Cô ấy làm việc trong bệnh xá của trường.
- Garcelle Beauvais trong vai Persephone, được biết đến với cái tên Our Lady Underground, một nữ thần từ những giấc mơ của Julia
- Mageina Tovah trong vai Zelda Schiff (mùa 2-hiện tại; khách mời mùa 1), thủ thư tại Thư viện Neitherlands
- Adam DiMarco trong vai Todd (mùa 2–hiện tại, khách mời mùa 1), một học viên tại Brakebills. Được tiết lộ trong mùa 4 rằng tên của cậu ấy thực sự là Eliot và cậu buộc phải thay bằng tên đệm của mình do Eliot Waugh không sẵn sàng chia sẻ tên này.
- Rizwan Manji trong vai Tick Pickwick (mùa 2–hiện tại), một cố vấn hoàng gia[15]
- Arlen Escarpeta trong vai Hoàng tử Ess (mùa 2–3), đẹp trai, quần áo da, mặc áo choàng và là con trai của kẻ cai trị Loria [16]
- Christopher Gorham trong vai John Gaines (mùa 2), một thượng nghị sĩ phát hiện ra mình sở hữu những khả năng khác thường[17]
- Harvey Guillén trong vai Benedict Pickwick (mùa 2–3), một người hầu vẽ bản đồ ở Fillory và con trai của Tick Pickwick
- Leonard Roberts trong vai Idri (mùa 2–3), Vua Loria và người tình tương lai Eliot
- Imogen Tear trong vai Shadow Julia (mùa 2), một phiên bản phần tối của Julia nhỏ tuổi.
- Candis Cayne trong vai Fairy Queen (mùa 3; khách mời mùa 2), người buộc Margo phải phục vụ sau khi Margo thỏa thuận với các nàng tiên
- Marlee Matlin trong vai Harriet Schiff (mùa 3–hiện tại; khách mùa 2), người đứng đầu Fuzzbeat, một trang web lén lút cung cấp kiến thức ma thuật, và sau đó tiết lộ là con gái của thủ thư Zelda
- Dina Meyer trong vai Stone Queen (mùa 3),[18] người muốn Margo kết hôn với con trai mình
- Felicia Day trong vai Poppy Kline (mùa 3–4),[19][20] một cựu học viên của Brakebills mà Quentin tình cờ gặp ở Fillory
- Jaime Ray Newman trong vai Irene McAllistair (mùa 3),[21] một thành viên của hội đồng quản trị Brakebills, người mua ngôi trường ngay lập tức khi việc mất phép thuật đe dọa đến việc đóng cửa trường đại học
- Madeleine Arthur trong vai Fray (mùa 3), được Fairy Queen giới thiệu là con gái lớn của Eliot và Fen
- Anja Savcic vai Skye (mùa 3), một nàng tiên nô lệ
- Daniel Neme trong vai Gavin (mùa 3–hiện tại), một thủ thư của Neitherlands, cũng như một "nhà du hành", nghĩa là anh ấy có thể di chuyển trong đa vũ trụ
- Jolene Purdy trong vai Shoshana (mùa 4), một maenad tươi sáng và giàu cảm xúc, được giao nhiệm vụ chăm sóc vị thần thần tiệc tùng Bacchus khét tiếng [22]
- Camryn Manheim trong vai Sheila (mùa 4), một pháp sư của Modesto, người mà Alice kết bạn và là người mà cô dạy pháp thuật

## Số tập
| Mùa | Mùa | Số tập | Số tập | Phát sóng gốc        | Phát sóng gốc       |
| Mùa | Mùa | Số tập | Số tập | Phát sóng lần đầu    | Phát sóng lần cuối  |
| --- | --- | ------ | ------ | -------------------- | ------------------- |
|     | 1   | 13     | 13     | 16 tháng 12 năm 2015 | 11 tháng 4 năm 2016 |
|     | 2   | 13     | 13     | 25 tháng 1 năm 2017  | 19 tháng 4 năm 2017 |
|     | 3   | 13     | 13     | 10 tháng 1 năm 2018  | 4 tháng 4 năm 2018  |
|     | 4   | 13     | 13     | 23 tháng 1 năm 2019  | 17 tháng 4 năm 2019 |

## Sản xuất

### Phát triển
Michael London lựa chọn các quyển sách vào năm 2011, dự định phát triển chương trình trên Fox. X-Men: First Class đồng tác giả Ashley Miller và Zack Stentz đã viết tập đầu, nhưng không bật đèn xanh. London sau đó đã phát triển lại tập đầu với McNamara và Gamble tiếp quản nhiệm vụ viết lách, và đưa kịch bản cho Syfy, nơi đã nhận. Tập đầu, do Mike Cahill đạo diễn, được quay tại New Orleans vào cuối năm 2014 và được bấm máy vào tháng 12. Syfy chọn 13 tập cho phần đầu tiên, được phát sóng vào năm 2016. McNamara và Gamble trở thành nhà sản xuất điều hành.
Việc sản xuất bắt đầu vào ngày 4 tháng 8 năm 2015, tại Vancouver và được thông báo rằng Olivia Taylor Dudley đã thay thế Sosie Bacon thành Alice Quinn và Rick Worthy được chọn vào vai Dean Fogg, Anne Dudek trong vai giáo sư Sunderland, và Esmé Bianco cũng tham gia. Syfy đã công chiếu miễn phí tập đầu tiên vào ngày 16 tháng 12 năm 2015 trước ngày ra mắt là ngày 25 tháng 1 năm 2016, khi chiếu cùng với tập thứ hai.
Chương trình được quay mùa thứ hai vào tháng 2 năm 2016, và được công chiếu vào ngày 25 tháng 1 năm 2017. Vào ngày 12 tháng 4 năm 2017, bộ phim được quay phần thứ ba gồm 13 tập, được công chiếu vào ngày 10 tháng 1 năm 2018. Vào ngày 28 tháng 2 năm 2018, bộ phim được quay phần thứ tư gồm 13 tập, được công chiếu vào ngày 23 tháng 1 năm 2019. Vào ngày 22 tháng 1 năm 2019, Syfy đã cho quay loạt phim cho mùa thứ năm.

## Tiếp nhận

### Bình luận phản hồi
Mùa đầu tiên nhận được nhiều ý kiến trái chiều. Trên Metacritic, nó giữ mức 60/100, dựa trên 24 đánh giá. Trên Rotten Tomatoes, nó có tỷ lệ phê duyệt 74%, dựa trên 46 đánh giá, với tỷ lệ trung bình là 6,47/10. Các nhà phê bình trên trang web nhất trí viết: "Hiệu ứng đặc biệt ấn tượng và cách kể chuyện sáng tạo của The Magicians giúp bù đắp cho tiền đề dựa trên nguồn khác và đôi khi chậm tiến độ."
Một số nhà phê bình và người hâm mộ chỉ trích chương trình vì mô tả về việc Julia bị hãm hiếp tàn bạo và rằng vụ hãm hiếp mang lại cho cô thêm sức mạnh ma thuật. Vụ việc cũng bị chỉ trích vì, sau khi Julia nhớ lại vụ tấn công, cô đã phản bội bạn bè bằng cách thành lập một liên minh, và theo nghĩa đen là một kẻ giết người - cũng là một nạn nhân của tội phạm hiếp dâm. Như Lisa Weidenfeld của Câu lạc bộ AV đã nói: "Chương trình hiện đã gợi ý rằng hai nạn nhân của các vụ tấn công tình dục là nhân vật phản diện của nó".
Mùa thứ hai nhận được đánh giá tích cực. Trên Metacritic, nó giữ mức 74/100, dựa trên 5 đánh giá. Trên Rotten Tomatoes, nó có tỷ lệ tán thành 91%, dựa trên 22 đánh giá, với tỷ lệ trung bình là 8,06/10. Trang web nhất trí viết: "Ý thức rõ ràng hơn về mục đích và sự giúp đỡ thêm của sự hoài nghi và nguy hiểm làm cho The Magicians vươn đến một mức độ hứa hẹn cao hơn."
Mùa thứ ba cũng nhận được đánh giá tích cực. Trên Rotten Tomatoes, nó có tỷ lệ phê duyệt 100%, dựa trên 11 đánh giá, với tỷ lệ trung bình là 8.4/10. Các bình luận đồng thuận là: "Đáng ngạc nhiên và thú vị, mùa thứ ba của The Magicians có quá nhiều mánh khóe để giữ người xem dưới sự phù phép của nó."
Mùa thứ tư ban đầu nhận được những bình luận hoan nghênh. Trên Metacritic, nó giữ mức 81/100, dựa trên 4 đánh giá. Trên Rotten Tomatoes, nó có tỷ lệ phê duyệt 92%, dựa trên 23 đánh giá, với tỷ lệ trung bình là 9,04/10. Trang web nhất trí viết: "The Magicians gợi ra một mùa thứ tư uốn éo tâm trí, tiếp thêm sức sống cho hòa hợp với những khúc ngoặt bá đạo và những vòng quay phù phép – tất cả đều được thể hiện bằng sự hài hước đặc trưng của loạt phim." Trong khi mùa thứ tư bắt đầu với số điểm 100%, sự tiếp nhận trở nên hỗn tạp hơn trong hiệp hai. Đêm chung kết không được đón nhận bởi một số người hâm mộ, những người chủ yếu chỉ trích việc lãng mạn hóa ý tưởng tự tử được thể hiện mà còn đối xử với các nhóm bên lề.

### Phân thưởng và bổ nhiệm
| Năm  | Phân thưởng       | Bổ nhiệm                        | Đề cử               | Kết quả      | TLTK   |
| ---- | ----------------- | ------------------------------- | ------------------- | ------------ | ------ |
| 2016 | Saturn Awards     | Phim truyền hình kỳ ảo hay nhất | The Magicians       | Đề cử        | [ 47 ] |
| 2017 | Saturn Awards     | Phim truyền hình kỳ ảo hay nhất | The Magicians       | Đề cử        | [ 48 ] |
| 2018 | Saturn Awards     | Phim truyền hình kỳ ảo hay nhất | The Magicians       | Đề cử        | [ 49 ] |
| 2018 | UBCP/ACTRA Awards | Nữ diễn viên giỏi nhất          | Keegan Connor Tracy | Đề cử        | [ 50 ] |
| 2019 | Saturn Awards     | Phim truyền hình kỳ ảo hay nhất | The Magicians       | Chưa công bố | [ 51 ] |

## Phát hành phương tiện truyền thông
Phần đầu tiên của The Magicians được phát hành trên DVD và Blu-Ray vào ngày 19 tháng 7 năm 2016, tại Khu vực 1. Bản phát hành bao gồm tất cả mười ba tập, bao gồm các cảnh bị xóa, một cảnh quay hỏng, "The World of The Magicians " và các bản sao kỹ thuật số UltraViolet. Phần đầu tiên được phát trực tuyến trên Netflix vào ngày 26 tháng 12 năm 2016.